# 玉夫座AL
玉夫座AL，又名CD-3217723，HD 224113、SAO 214860、HR 9049，是玉夫座的一颗恒星，视星等为6.1，位于銀經8.14，銀緯-76.89，其B1900.0坐标为赤經23h 50m 6.3s，赤緯-32° -76.89′ 41″。